# Les Moutons électriques
« Rayon vert (collection) » redirige ici. Pour les autres significations, voir Rayon vert (homonymie).
Les Moutons électriques était une maison d'édition française, active entre 2003 et 2025.

## Histoire
La maison d'édition est fondée à Lyon en novembre 2003 par André-François Ruaud et Olivier Davenas (qui fut le premier gérant), avec l'aide d'un groupe d'écrivains, traducteurs, graphistes et amateurs éclairés des littératures de l'imaginaire, parmi lesquels Patrice Duvic. 
Elle publie, répartis en trois collections, deux types de livres : romans et recueils (dans la collection Bibliothèque voltaïque) et beaux livres (sur les domaines de la culture populaire contemporaine, les imaginaires issus de la culture de masse, dans la collection Bibliothèque des miroirs[source secondaire nécessaire] ; et les recueils d’illustrateurs anciens, dans les Artbooks féeriques). La collection Bibliothèque rouge était consacrée aux grands héros mythiques de la littérature populaire.
Les Moutons électriques concentraient l'essentiel de leur production sur la Bibliothèque voltaïque et sur les beaux livres, ainsi que sur les formats de poche édités au sein de la collection Hélios. Leur spécialité est la publication d'une littérature de genre populaire mais de haute qualité littéraire.[source secondaire nécessaire]
Le nom de cet éditeur fait référence au roman Les androïdes rêvent-ils de moutons électriques ?[source secondaire nécessaire] de Philip K. Dick, adapté au cinéma sous le titre Blade Runner.
Depuis fin 2012, cet éditeur appartient au collectif des Indés de l'Imaginaire[source secondaire nécessaire], avec les maisons Mnémos et ActuSF, avec qui il partage une collection en format poche, Hélios, un label jeunesse, Naos, et un catalogue périodique gratuit, L'Indé.
Le 10 août 2017, le siège social est transféré à Bordeaux,.
En 2019, les collections Les Saisons de l'étrange et Le Rayon vert sont transférées vers une nouvelle maison d'édition indépendante, Moltinus.
Le 1er octobre 2019, les Moutons électriques entrent en diffusion-distribution chez Media Diffusion - MDS (papier) et eDantès (numérique),.
Le 1er janvier 2023, l'éditeur rejoint la diffusion-distribution de La Diff/Hachette livre[source secondaire souhaitée].
Le 3 septembre 2024, l'éditeur annonce rencontrer des difficultés de trésorerie et lance un appel à dons,. Il organise dans la foulée une collecte, via un financement participatif, qui se termine le 30 septembre,.
L'éditeur annonce déposer le bilan le 13 janvier 2025,. Cette cessation d'activité est due au fait que la société ne s'était jamais véritablement redressée depuis la Covid 19 et que les ventes des années 2023 et 2024 avaient été insuffisantes.

## Collections

### Le Rayon vert
Le Rayon vert est une collection de réédition de littérature populaire, éditée par Les Moutons électriques.

### La Bibliothèque dessinée
La bibliothèque dessinée est une collection de courts romans graphiques où les textes et images s'entremêlent.

### La Bibliothèque voltaïque
La Bibliothèque voltaïque est une collection de romans et de recueils.
La collection, dirigée par André-François Ruaud[source secondaire souhaitée], vise à constituer un catalogue de titres relevant des littératures de l'imaginaire, donc aussi bien de la science-fiction que de la fantasy et du fantastique[source secondaire souhaitée]. 

### La Bibliothèque des miroirs
La Bibliothèque des miroirs est une collection d'essais sur les grandes thématiques de la culture populaire. Il s'agit d'une collection d’essais / beaux livres consacrés aux grands thèmes, personnages et créateurs de la culture populaire contemporaine (les imaginaires issus de la culture de masse), avec une iconographie.